# Nícocles de Sició
Nícocles (en grec antic: Νικοκλῆς, llatí: Nīcŏclēs) fou tirà de la polis de Sició l'any 251 aC.
Va pujar al poder després d'assassinar Pàseas, que havia succeït el seu fill Abàntides com a tirà. Només va regnar quatre mesos, en els quals va enviar a l'exili vuitanta ciutadans. La ciutadella de Sició va estar a punt de caure en mans dels etolis, però va aconseguir mantenir la seva possessió, però al cap de poc, una nit, els exiliats de Sició, en un cop de mà, es van apoderar d'aquesta fortalesa. Els exiliats anaven dirigits per Arat, fill de Clínies, assassinat per Abàntides.
El palau de Nícocles va ser incendiat, però el tirà va fugir per un pas subterrani. La seva sort posterior és desconeguda. En parlen Pausànias i Plutarc.